# Matière fécale humaine
Pour un article plus général, voir Matière fécale.
 (décembre 2016).
Améliorez-le ou discutez des points à vérifier. 
 (janvier 2017).

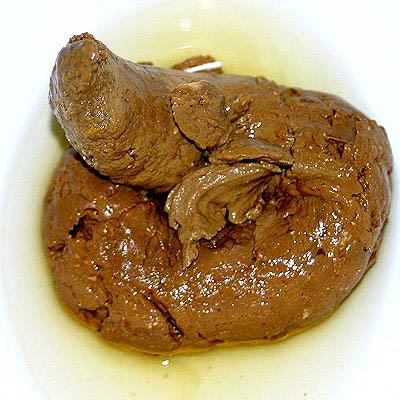
Matière fécale humaine.

La matière fécale humaine ou les fèces humaines diffèrent grandement d'apparence, en fonction de l'état de l'ensemble de l'appareil digestif, qui subit lui-même l'influence du régime alimentaire et de la santé. Normalement, elles sont semi-solides et enrobées de mucus. De petits morceaux de selles plus dures, moins humides peuvent s'être incrustées dans l'extrémité distale (ce qui est normal lorsqu'un mouvement péristaltique du côlon est incomplet, et que des fèces retournent du rectum vers l'intestin, où l'eau est absorbée).
Les premières selles d'un nouveau-né sont appelées le méconium.
Les selles, leur élimination et leur surveillance constituent l'un des pivots de l’hygiène alimentaire mais aussi de l’hygiène générale. En tant que déchet de l'organisme, elles peuvent être vecteurs de maladies comme le choléra.

## Composition
La composition des selles varie avec le régime alimentaire. Elles sont composées d'environ 75 % d'eau. Ce pourcentage connaît des variations ; la diarrhée se caractérise par une proportion d'eau plus importante. Plus les intestins sont longs, plus les selles sont pauvres en eau[réf. nécessaire].
Les 25 % restants sont composés de matières organiques comprenant divers nutriments comme les fibres alimentaires ainsi que des bactéries mortes et vivantes dans une proportion variable (de 25 % à 54 %).
Les électrolytes fécaux sont mesurés en rapportant leur concentration à 1 litre d'« eau fécale ». Les selles normales ne contiennent que 20 à 25 % d'eau libre. Le potassium est l'ion principal des selles : toute diarrhée s'accompagne d'une perte de potassium.
L'intestin sécrète de l'albumine mais celle-ci est digérée et ne se retrouve pas dans les selles. On trouve quelques enzymes encore actives dans les selles, comme la chymotrypsine et de nombreuses bactéries de la flore intestinale. Lorsque les graisses fécales dépassent 5 g/24 h on parle de stéatorrhée. Lorsque l'azote fécal dépasse 1,5 g/24 h on parle de créatorrhée. Stéatorrhée et créatorrhée sont les signes d'une digestion insuffisante.
La normalité des selles est parfois évaluée selon l'échelle de Bristol, qui classe les selles en sept types selon leur apparence.

### Selles dites normales
Les selles (en moyenne 150 g par jour, plus en cas d'alimentation riche en fibres) sont le résidu de la digestion des aliments après leur passage dans le système digestif (transit digestif) auquel s'ajoutent des bactéries de la flore intestinale ainsi que les cellules épithéliales de la paroi intestinale, en perpétuel renouvellement.
Leur composition est fonction de la pratique alimentaire. Les selles dites normales contiennent 75 à 85 % d'eau et 18 à 22 % de matières sèches.
Ces matières sèches sont elles-mêmes constituées essentiellement de :
- 85 à 90 % de composés organiques (fibres de cellulose, constituant essentiel des végétaux et des fibres musculaires non digestibles)
- 5 à 7 % d'azote ;
- 3 à 5 % de phosphore (P2O5) ;
- 1 à 2,5 % de potassium (K2O). À noter que toute diarrhée s'accompagne d'une fuite de potassium ;
- et les habituels germes saprophytes (non dangereux pour la santé) constituant la flore intestinale.

L'intestin sécrète bien de l'albumine, mais celle-ci est digérée et ne se retrouve pas dans les selles. On y trouve par contre quelques enzymes encore actives, comme la chymotrypsine, et de nombreuses bactéries.
Leur coloration brune est due aux pigments biliaires : stercobiline et urobiline.
Chez une personne dite saine, on n'y trouve que peu de lipides, mais beaucoup de fibres et de graisses non digérables.
Le rapport C/N, qui indique la vitesse à laquelle se dégrade un composé organique, oscille entre 5 et 10.

### Selles dites anormales

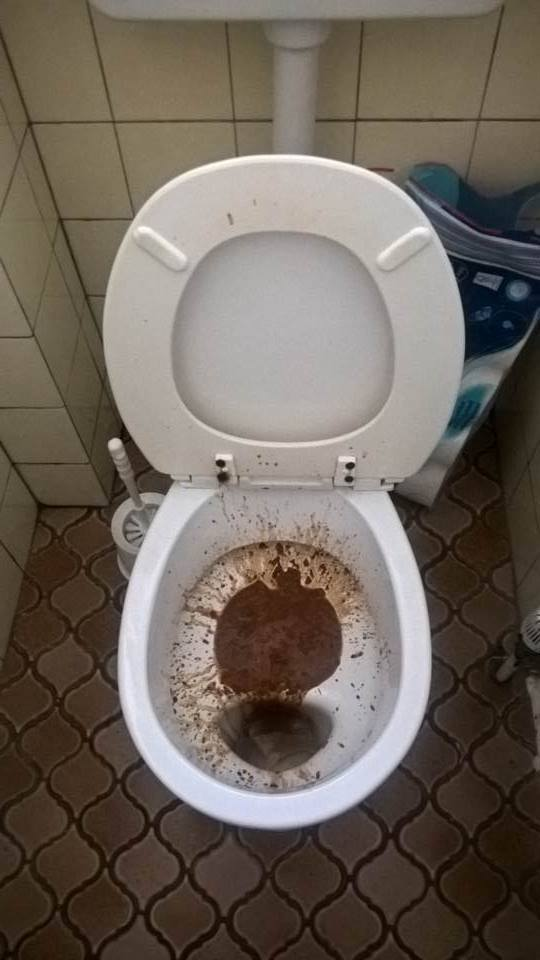
Exemple de selles apparaissant liquides, dites anormales.

Chez l'homme ou l'animal, une selle est qualifiée d’anormale quand sa forme, sa couleur ou sa consistance est inhabituelle :
- quantité anormale (ex. : son poids dépasse 200 g par jour chez l'homme) ;
- elle apparaît « liquide » : diarrhée lorsque l'individu est malade (par exemple lors d'une gastro-entérite) ;
- elle apparaît « trop graisseuse » (stéatorrhée, ou créatorrhée) ;
- sa fréquence est trop élevée (plus de trois fois par jour) ;
- elle contient du sang rouge (doit toujours alarmer, même s'il ne s'agit que de traces) ou du sang « digéré » (selles liquides, noirâtres, nauséabondes). Dans ce dernier cas, une prise en charge médicale urgente est nécessaire ;
- elle contient des « résidus » ; ce n'est pas grave s'il ne s'agit que de quelques aliments non digérés ;
- elle contient des parasites (visibles ou suspectés dans le cas d'un prurit de la zone anale. le parasite est généralement de type tenia. Cette situation nécessite un avis médical pour une éventuelle diagnose[3] ;
- elle s'accompagne de douleurs au ventre ou de l'anus.

Il est important de ne pas se retenir d'aller aux toilettes car c'est une cause de constipation.

### Selles témoins d'autres pathologies
Dans certaines maladies, la présence ou l’absence de selles ainsi que leur consistance renseignent sur le type de pathologie en cause :
- dans les syndromes de malabsorption (syndrome d'intolérance au gluten par ex.) elles deviennent hyper abondantes et graisseuses ;
- dans le cancer du pancréas les selles deviennent blanchâtres par l'absence de sels biliaires qui sont déviés vers les urines qui, elles, prennent l'aspect de la « bière brune » ;
- dans le syndrome de Crohn et la rectocolite hémorragique, elles sont glaireuses et sanglantes ;
- en cas d'occlusion intestinale : choc + absence totale et prolongée de matières et de gaz ;
- en cas de fécalome (accumulation de matières fécales dans l'intestin formant obstacle à la progression des selles, trouble du transit fréquent chez les personnes âgées), souvent secondaire à une déshydratation.

Le toucher rectal est donc particulièrement utile pour la mise en évidence d’un fécalome, mais également à partir de 50 ans, au cours des visites médicales de routine à la recherche d’éventuelles lésions de la prostate ou du rectum.
En parasitologie, certaines maladies sont dues au « péril fécal », notamment chez l'enfant. Ce phénomène se déroule lorsqu'une personne se réinfeste (souvent via des œufs émis par les selles), via ses doigts de l'anus à la bouche.

## Transplantation de matériel fécal
La transplantation de matériel fécal (ou bactériothérapie fécale) consiste en l’introduction du matériel fécal d’un donneur sain dans le tube digestif d’un patient receveur afin de rééquilibrer le microbiote intestinal altéré de l’hôte. En Belgique, le Conseil Supérieur de la Santé recommande l'utilisation médicalement contrôlée de cette technique dans le traitement des infections récidivantes à Clostridioides difficile. Pour les autres affections, les indications sont encore au stade expérimental et doivent faire l'objet d'études scientifiques plus robustes avant d'être recommandées. L'avis du Conseil met en évidence l'absence de contre-indications objectivées à l'heure actuelle et attire l'attention sur plusieurs aspects :
- ne pas utiliser avant le troisième épisode d'infection à Clostridioides difficile  ;
- multidisciplinarité médicale ;
- standardisation des procédures dans le cadre d'études scientifiques contrôlées ;
- critères de sélection du donneur et du receveur ;
- définition des normes de qualité et de sécurité ;
- suivi épidémiologique et enregistrement des patients ;
- sous contrôle médical et à l'hôpital uniquement ;
- préparation psychosociale du donneur et du receveur ;
- formation du personnel médical à cette nouvelle technique ;
- critères pour le choix de la technique d'administration ;
- centralisation et préparation du matériel au sein de banques spécifiques pour le matériel fécal ;
- adaptation du cadre législatif belge pour cette technique qui n'est ni un médicament, ni un don de cellules, tissus et organes au sens strict ;
- remboursement pour les indications scientifiquement démontrées ;
- préparation des services hospitaliers.

## Élimination

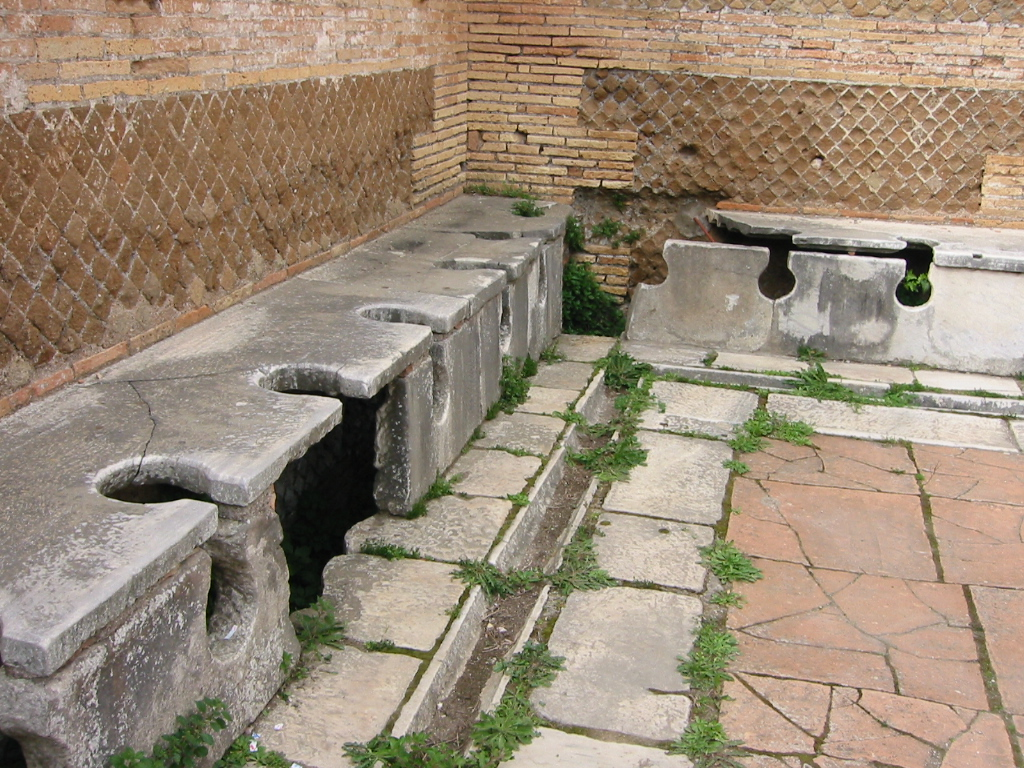
Toilettes publiques romaines (latrines), dans le port antique d'Ostie.

Jusqu'à la fin du XIXe siècle, le premier problème était le retrait des déchets des lieux habités. Il était alors habituel d'utiliser les cours d'eau ou de grandes quantités d'eau là où ces déchets ne pouvaient pas être neutralisées naturellement. Mais avec la croissance de la population, cette solution n'était plus viable, et des processus spécifiques d'évacuation et de traitement des eaux usées sont devenus un besoin primordial.[réf. nécessaire]
C'est encore un problème dans les pays où les ressources en eau sont faibles et dans les pays en voie de développement. Au fil du temps, l'élimination des selles est apparue comme un problème majeur en raison du nombre important de maladies véhiculées notamment dans les pays en voie de développement où l'on parle de péril fécal.

### Histoire
Le problème de l'élimination efficace des selles se pose avec les premières populations sédentaires, notamment pour des contraintes de propreté et d'odeur. Les toilettes étaient connues dans l'Inde ancienne. Les premiers vestiges datent de 2500 av. J.-C. dans l'Empire romain, en Égypte et en Chine. Ce sont souvent des latrines publiques et communes qui ne disparaissent qu'à partir du XVIe siècle.
Les châteaux du Moyen Âge possédaient des latrines pour les nobles seigneurs comme pour la garnison et les valets ; ils en possédaient autant qu'il en fallait et très bien disposées. Au château de Coucy, les tours et le donjon du commencement du XIIIe siècle ont des latrines à chaque étage, construites de manière à éviter l'odeur et tous les inconvénients attachés à cette nécessité. Les latrines du donjon s'épanchent dans une fosse large bien construite et dont la vidange pouvait se faire sans incommoder les habitants. Quant aux latrines des tours, elles étaient établies dans les angles rentrants formés par la rencontre de ces tours et les courtines et rejetaient les matières au dehors dans l'escarpement boisé qui entoure le château.
Au Moyen Âge, les égouts construits par les Romains disparaissent, faute d'être entretenus, avec les temps troubles des Barbares. Faute d'éducation, les notions d'hygiène se perdent. Une odeur pestilentielle règne alors dans ce qui reste des grandes villes, et un grand nombre de citadins partent vivre à la campagne. Les matières fécales, ou excréments humains sont utilisés massivement dans l'agriculture. Dans les grandes villes, des paysans organisent des rotations de charrettes, pour aller recueillir les excréments pour les cultures, ce qui soulage les villes. Au temps des grandes épidémies de peste, l'essor de la population engendre plus de matières fécales à traiter, et le manque d’hygiène va contribuer à la mortalité de jusqu'à 50 % de la population, surtout avec la grande peste de 1347 à 1349, la « peste noire ». Durant tout le Moyen Âge, les matières fécales humaines sont les engrais courants pour les cultures, avec les matières fécales animales, comme le lisier de porc. Le commerce de matières fécales humaines comme engrais était courant en Europe occidentale.[réf. souhaitée]
La Renaissance française va sacrifier les latrines à l'architecture. À Versailles, les seigneurs de la cour de Louis XIV se trouvaient dans la nécessité de se mettre à leur aise dans les corridors faute de cabinets ; on en déduit en faisant une règle de proportion que chez les ducs de Bourgogne ou d'Orléans au XVe siècle, on ne prenait même pas tant de précautions. Cette négligence à satisfaire aux nécessités de notre nature physique était poussée très loin dans le temps où l'on songeait surtout à faire de l'architecture noble. Non seulement le château de Versailles où résidait la cour pendant le XVIIIe siècle ne renfermait qu'un nombre tellement restreint de privés que tous les personnages de cour devaient avoir des chaises percées dans leurs garde-robes mais des palais moins vastes n'en possédaient pas. Il n'y a pas fort longtemps que tous les appartements des Tuileries étaient dépourvus de cabinets si bien qu'il fallait le matin faire faire une vidange générale par un personnel ad hoc. On se souvient au XIXe siècle de l'odeur qui était répandue du temps du roi Louis XVIII dans les corridors de Saint-Cloud car les traditions de Versailles s'y étaient conservées scrupuleusement. Ce fait relatif à Versailles n'est point exagéré. Un jour qu'Eugène Viollet-le-Duc visitait très jeune ce palais avec une respectable dame de la cour de Louis XV, passant dans un couloir empesté, elle ne put retenir cette exclamation de regret « Cette odeur me rappelle un bien beau temps ».
Avec la révolution industrielle du XIXe siècle, les constructions d'égouts sont la norme partout, même dans les petits villages. L'exercice des fonctions naturelles devient privé et aseptisé.

### Cycles des fèces
Le processus naturel de réintégration au sol des fèces passe par les insectes coprophages, certains invertébrés comme les lombrics, des bactéries ou des champignons. Les facteurs environnementaux comme la température, la précipitation et la lixiviation, et des actions mécaniques comme le piétinement ne sont pas à négliger. Très vite toutefois, vu que l'Homme est social, grégaire, civilisé, poli et globalement insatisfait de l'état de fait, la défécation humaine va se passer à l'écart des cadres bucoliques des écosystèmes habituels pour se réfugier dans l'intimité des villes, des maisons, des appartements où les toilettes deviendront le lieu de toutes les réalisations. Se pose alors la question de savoir quoi faire de ces matières indésirables et odorantes. Les usages vont se succéder pour être aussitôt remplacés. La solution toute trouvée est d'abandonner les fèces ainsi que les ordures ménagères, au caniveau ou à la rivière. À Paris le flux d'ordures est transporté aux voiries établies autour de l'enceinte de Philippe-Auguste, mais le système est interdit sous le règne de François Ier. On préconise alors l'utilisation de fosse d'aisances. Un arrêt du Parlement de Paris du 13 septembre 1533 réglemente pour la première fois la vidange des lieux d'aisances. Les fosses d'aisances se généralisent mais il faut attendre un décret impérial du 10 mars 1809 pour que s'impose la construction de fosses étanches et édifiées dans des conditions uniformes et en 1880, ces fosses fixes sont la règle à peu près générale. Vidées régulièrement par une armée de vidangeurs, les matières sont sorties de Paris la nuit et amenées sur les champs puis à la révolution industrielle à des usines pour qu'elles soient converties en sulfate d'ammoniaque et en poudrette, fumure performante, mais qui laisse un goût au légumes. Les manipulations délicates des tinettes remplies à ras bord et plus tard l'odeur épouvantable de la ceinture d'usine à engrais (source d'épidémies et de la grande puanteur) encouragent les autorités publiques à abandonner cette voie. Le tout-à-l'égout s'impose alors.
Une fosse d'aisance n'était alors qu'un réservoir de retenue scellé pour les eaux usées domestiques nécessitant une vidange à intervalles réguliers, fonction de la taille du réservoir et du nombre de personnes vivant sur la propriété. Elle n'était pas conçue pour traiter les eaux usées de quelque façon que ce soit, une fosse d'aisance stockait simplement les déchets. Fermée de manière hermétique, elle était le siège d'une fermentation anaérobie, qui produira le gaz méphitique, le sulfure d'hydrogène, qui coûtera la vie à plus d'un vidangeur. La fosse Mouras, une fosse d'aisance à vidange automatique et fermentation aérobie est repoussée par les hygiénistes.
Le tout à l'égout l'emporte donc et finit par polluer les eaux superficielles. Les eaux sont alors valorisées en irrigation agricole, puis de par le développement des villes, dépolluées en station d'épuration, qui produisent les boues d'épuration, qui posent à leur tour les problèmes liés à leur incinération, leur compostage, leur épandage ou leur mise en décharge. Mais l'attention se porte aussi vers les milliards de couches-culottes à usage unique employées chaque année dont certaines, à l'instar des toilettes volantes, mettrons 450 ans à se décomposer.

## Recyclage

### Valorisation comme engrais
« La science, après avoir longtemps tâtonné, sait aujourd'hui que le plus fécondant et le plus efficace des engrais, c'est l'engrais humain. Les Chinois, disons-le à notre honte, le savaient avant nous. Pas un paysan chinois, c'est Eckeberg qui le dit, ne va à la ville sans rapporter, aux deux extrémités de son bambou, deux seaux pleins de ce que nous nommons immondices. Grâce à l'engrais humain, la terre en Chine est encore aussi jeune qu'au temps d'Abraham. Le froment chinois rend jusqu'à cent vingt fois la semence. Il n'est aucun guano comparable en fertilité au détritus d'une capitale. Une grande ville est le plus puissant des stercoraires. Employer la ville à fumer la plaine, ce serait une réussite certaine. Si notre or est fumier, en revanche notre fumier est or. Que fait-on de cet or fumier ? On le balaye à l'abîme. On expédie à grands frais des convois de navires afin de récolter au pôle austral la fiente des pétrels et des pingouins, et l'incalculable élément d'opulence qu'on a sous la main, on l'envoie à la mer. Tout l'engrais humain et animal que le monde perd, rendu à la terre au lieu d'être jeté à l'eau, suffirait à nourrir le monde. »

— Victor Hugo (1802-1885), Les Misérables | Cinquième Partie - Livre Deuxième - L'intestin de Léviathan - La Terre appauvrie par la Mer | Pages 686 et 687

#### Une ressource pour l'agriculture
D'un point de vue agronomique, les matières fécales produisent un engrais de qualité qui est encore employé dans certains pays, mais non dépourvu de risques compte tenu du péril fécal.
En France au XIXe siècle, la plus grande partie des matières fécales est recueillie par les vidangeurs qui extraient, des fosses d'aisance de Paris, plus de 900 000 m3 par an ; les matières sont menées à la campagne pour y être épandues, et à la révolution industrielle en périphéries dans des usines où elles sont transformées en engrais, sulfate d'ammonium et « poudrette ». Autour de Paris, les chevaux étant très nombreux, l'engrais des cultures était donc constitué majoritairement de crottin et de matières fécales humaines.

#### Un défi technique et sociétal
Fin XIXe siècle, lorsque le tout-à-l'égout s'impose définitivement sur les fosses d'aisance, des initiatives sont prises pour valoriser les eaux usées sous forme d'épandages agricoles.
Avec l'invention de l'automobile, vers 1900, les chevaux deviennent de moins en moins présents. Les paysans commencent à utiliser des engrais chimiques, dès 1840 (Article engrais, rubrique histoire). Après 1945, pour plus de productivité à l'hectare, les engrais chimiques se généralisèrent. Les conceptions et les normes en matière d'hygiène, d'agriculture et d'industrie sont bouleversées en quelques générations, les anciens usages sont oubliés.
Avec le tout-à-l'égout, les eaux usées contiennent plus que les eaux vannes et sont mêlées à des substances, certaines toxiques et impropres à un usage agricole. Les boues d'épuration, résidu des stations d'épuration qui s'imposent au XXe siècle sont donc épandues comme engrais à certaines conditions.
L'urine aussi peut faire l'objet d'une valorisation en engrais.

#### Un regain d’intérêt
Le terme anglais humanure (human manure) traduit la renaissance d'un intérêt pour les fèces humains comme amendement des sols plus directement. Des solutions alternatives aux toilettes à chasse d'eau, les toilettes à compost ou les toilettes sèches dont le produit est composté, s'imposent quelquefois dans certains foyers. Pour des raisons de sécurité, le compost produit ne devrait pas être utilisé comme engrais pour des plantes comestibles.

#### L'alternativeToilettes sèches
Les toilettes sèches commencent à se développer au début du XXIe siècle. Deux types de toilettes sèches existent : les toilettes sèches à séparation (très développées dans les pays scandinaves) et les toilettes sèches à litière bio-maîtrisée (dites familiales). Elles consistent en de la sciure qui est déposée avant et après l'utilisation des toilettes. Ceci suffit à absorber les odeurs. Le réceptacle contenant les fèces est amovible permettant ainsi de bénéficier de leurs propriétés pour le jardinage ou la combustion.
L'intérêt des toilettes sèches, outre le fait de collecter puis valoriser des matières qui habituellement sont rejetées à l'égout et nécessitent des opérations d'épuration des eaux usées, est aussi de ne pas utiliser d'eau du tout et particulièrement potable.
Mais ce système ne met nullement à l'abri du péril fécal puisqu'il se pose l'inévitable question de l'utilisation des excreta.

#### Risques sanitaires
La sédentarisation des populations, habituées à gérer sur un plus grand espace leurs excréments, le risque de contamination, particulièrement des nappes phréatiques proches de la surface et des habitations est augmenté (péril fécal). Cette problématique de gestion des fèces, autre que les odeurs, engendre des risques indirects d'accès à l'eau potable. Par exemple au Vietnam, des installations de toilettes EcoSan permettent de collecter, séparer et valoriser les excréments solides et liquides en supprimant les risques sanitaires pour les populations,.

### Valorisation comme combustible
Les excréments desséchés, de par leur composition carbonée, sont une source inépuisable de biocombustible.
Une étude de l’Institute for Water, Environment and Health basé au Canada a déterminé que le excréments humains pourraient, transformés en biogaz, générer 200 millions de dollars par an en équivalent gaz naturel. Les résidus, séchés et carbonisés pourraient produire un combustible équivalent au charbon.

### Autres usages (non fertilisant) des excréments
Parmi ces usages figuraient ou figurent :
- Au début du XXe siècle, J.G. Dornig, de Trachau, près de Dresde, met au point une méthode de distillation sèche permettant, selon lui, d'obtenir 9 litres d'alcool éthylique à partir de 100 kg d'excréments humains[17],[18],[19]. Toutefois, les essais réalisés dans le cadre de l'examen de la demande de brevet n'auraient pas permis de dépasser un rendement de 1 %[20]. En outre, Dornig se révéla mauvais gestionnaire de la société qu'il avait fondé dans ce but, ce qui lui valut en fin de compte une condamnation à deux ans de prison en 1905[21].

## Hygiène et tourisme

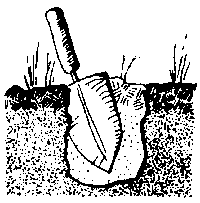
Panneau indiquant la présence d'un trou de chat.

Les gérants des réserves naturelles, parcs, ainsi que les agences touristiques proposent souvent quelques règles visant à prévenir la pollution de la nature par les visiteurs ; en particulier, que les trous de chat, les trous à matière fécale, soient creusés à distance raisonnable (au moins 60 mètres et si possible en aval) des points d'eau (rivières, lacs, sources…), cela pour éviter de possibles contaminations bactériennes via les eaux de ruissellement, ainsi qu'a l'écart des chemins. Pour accélérer leur décomposition, il faut préférer un sol organique à un sol minéral (sableux). Il est aussi recommandé d'éviter les concentrations de trous de chat trop proches des sites du campement. Les trous une fois utilisés doivent être recouvert d'une couche suffisamment épaisse de terre, voire de quelques pierres, pour en empêcher l'accès aux animaux, quelques-uns d'entre eux étant coprophages (dont occasionnellement les chiens).
Quelques sites demandent des précautions particulières concernant les déchets humains. Dans les zones rocailleuses, en l'absence de terre, il est demandé d'écraser en couche fine les fèces avec des pierres dans un endroit ensoleillé pour accélérer leur séchage et leur stérilisation par les rayons ultraviolet du soleil. Sur un grand champ de neige, une plus grande distance (d'au moins 200 mètres) des chemins et camps est très recommandée si les déchets sont simplement déposés dans un trou creusé et rebouché dans la neige.

## Examens de laboratoire
Dans la profession médicale, les excréments solides humains sont appelés selles, (du latin sella, siège - en anglais stools - Cela vient du mot vieil anglais stol, qui signifie "seat" siège). Le mot tabouret « stool » à l'origine était utilisé pour décrire le siège sur lequel on s'asseyait pour déféquer. Donc, un euphémisme était que "that they were going to stool" (ils allaient à « selles »). À la fin du XVIe siècle, le mot stool (selles) était utilisé par extension, pour signifier la même chose que les selles[réf. souhaitée].
Les excréments sont habituellement requis pour les tests microbiologiques, à la recherche de pathogènes intestinaux. Les tests biochimiques effectués sur les fèces comprennent des mesures d'élastase fécale et de graisse fécale, ainsi que des tests pour recherche de sang occulte.
Les selles à l'état brut ne donnent que rarement des indications sur la pathologie sous-jacente. Les examens principaux effectués sur les selles incluent :
- les tests antigéniques, pour rechercher la présence de virus ;
- des observations microscopiques à la recherche de parasites et de leurs œufs.

Il est possible d'effectuer d'autres tests comme la mise en culture sur gel d'agarose de McConkey, qui inhibe la prolifération des organismes Gram-positifs et permet une croissance sélective des pathogènes intestinaux.
Une coloration jaunâtre des selles peut être causée par une infection à Giardia.
Ce parasite provoque des diarrhées jaunâtres et l'infection par celui-ci, appelée giardiase, est une maladie à déclaration obligatoire.
La coloration jaune peut aussi être causée par le syndrome de Gilbert, caractérisé par un ictère à bilirubine libre. Cette maladie relativement fréquente (environ 5% de la population) est bénigne et n'est que très rarement dangereuse.
Une coloration noire des selles signe la présence de sang digéré en aval de l'angle duodénojéjunal.
La présence de sang rouge dans les selles est un facteur inquiétant à explorer plus en profondeur.
Il est possible d'observer une coloration bleue ou verte des selles chez les enfants en bas âge, causée par l'ingestion de légumes verts ou après le premier repas du bébé.
L'ingestion de colorants alimentaires peut provoquer une coloration chez l'adulte aussi.
Les agents pathogènes habituellement recherchés dans les selles sont :
- Salmonella et Shigelle ;
- Yersinia ;
- Helicobacter ;
- Aeromonas ;
- Candida, (chez les patients immunodéprimés) ;
- Escherichia Coli en cas de sang dans les selles.

## Aspect artistique
La matière fécale humaine est assimilée parfois à une production directe de l'artiste, donc à une œuvre d'art.
En 1961, l'artiste Piero Manzoni crée son œuvre provocatrice Merda d'artista, un ensemble de boîtes en métal, hermétiquement fermées, supposées contenir les excréments de l'artiste, peintes, étiquetées, numérotées et signées. Cette œuvre ironique a pris une grande valeur sur le marché international de l'art, l'une de ces boîtes ayant été notamment vendue pour 124 000 euros en 2007.
Gérard Gasiorowski fabrique sous le nom fictif de Kiga, des Tourtes (1977), sculptures fécales, ou peint avec ses « jus », liquides bruns et odorants, tous à base d'urines et d'excréments personnels.
En 1997, les Peintures au caca succèdent aux Peintures analitiques (1979) de Jacques Lizène.
David Nebreda réalise des Autoportraits : photographies de bustes réalisés avec ses matières fécales :

« C’est un masque d’infamie qui suscite en nous l’horreur. Le principe capital du corps est devenu anus mundi. Et le visage est devenu cloaque. »